# Район Великих озер
45° пн. ш. 82° зх. д. / 45° пн. ш. 82° зх. д.
Район Великих озер (англ. The Great Lakes region) — великий природний, а з XIX століття — також і промислово-економічний регіон в Північній Америці, що охоплює територію канадської провінції Онтаріо на півночі і 8 штатів США на півдні. Найбільші агломерації регіону: Золота підкова з центром в Торонто (Канада) та Чикаго в США.

## Історія
Басейн Великих Озер здавна населяли автохтонні племена. У XVII-XVIII ст. Великі Озера номінально увійшли до складу Французької колоніальної імперії (Нова Франція), але заселені не були. Сучасна колонізація почалася з прибуттям англо-британських поселенців, які завозили дешеву робочу силу з країн Східної та Південної Європи, а також ініціювали міграцію звільнених негрів з півдня країни для роботи на заводах з переробки деревини, машинобудівних комплексах, тощо. Із занепадом останніх, економіка багатьох міст регіону (наприклад, Детройта) переживає кризу, перетворившись на так званий Іржавий пояс США. Населення ряду територій, наприклад, штату Мічиган, скорочується.

## Економіка
| Район Великих Озер Штат або Провінція | 2008, ВВП в млн дол США | %      |
| ------------------------------------- | ----------------------- | ------ |
| Нью-Йорк                              | 1 144 481               | 25,57  |
| Іллінойс                              | 633 697                 | 14,16  |
| Пенсільванія                          | 553 301                 | 12,36  |
| Онтаріо                               | 532 209                 | 11,89  |
| Огайо                                 | 471 508                 | 10,53  |
| Мічиган                               | 382 544                 | 8,55   |
| Міннесота                             | 262 847                 | 5,87   |
| Індіана                               | 254 861                 | 5,69   |
| Вісконсин                             | 240 429                 | 5,37   |
| Усього                                | 4 475 877               | 100,00 |

| Прапор США | Це незавершена стаття про Сполучені Штати Америки. Ви можете допомогти проєкту, виправивши або дописавши її. |